# Commander Azeez
Babatunde Łukasz Aiyegbusi (* 26. Mai 1989 in Oleśnica, Polen) ist ein polnischer Wrestler und ehemaliger Footballspieler. Von 2016 bis 2023 stand er bei der WWE unter Vertrag und trat regelmäßig in deren Shows auf.

## Football-Karriere
2005 begann Aiyegbusi American Football zu spielen. Er spielte in der polnischen American Football League für The Crew Wrocław, Giants Wrocław und Warsaw Eagles und in der German Football League für Dresden Monarchs. Im Jahr 2015 wurde Aiyegbusi von den Minnesota Vikings unter Vertrag genommen und nahm an ihrem Vorsaisonprogramm teil, wobei er drei Vorsaisonspielen spielte, bevor er entlassen wurde.

## Wrestling-Karriere

### World Wrestling Entertainment (2016–2023)
Am 12. April 2016 begann er sein Training im WWE Performance Center. Am 30. September 2016 gab er in Rahmen einer Houseshow sein In-Ring Debüt. Am 27. April 2018 gab er sein Fernseh-Debüt, indem er am Greatest Royal Rumble teilnahm. Hier wurde er von Braun Strowman eliminiert. Am 3. August 2020 kehrte er ins Fernsehen zurück. Er wurde ein Teil von Raw-Underground und bekam hier seinen Ringnamen Dabba-Kato. 2020 wurde er zu Raw gedraftet, jedoch absolvierte er nie einen Auftritt.
Am 11. April 2021 kehrte er bei WrestleMania 37 zurück und half Apollo Crews dabei, die WWE Intercontinental Championship zu gewinnen. Nach dem Sieg von Crews bekam er den Ringnamen Commander Azeez und wurde Teil des SmackDown-Rosters. Am 1. Oktober 2021 wurde er beim WWE Draft zu Raw gedraftet.
Nachdem er zunächst in die Entwicklungsshow NXT zurückversetzt worden war, entließ die WWE ihn im September 2023 im Rahmen einer größeren Entlassungswelle. Zuletzt hatte er als Dabba-Kato eine kurze Fehde mit Tyler Bate bestritten.